# Stazione di Piedimonte Matese
Stazione di Piedimonte Matese vasútállomás Olaszországban, Piedimonte Matese településen.

## Vasútvonalak
Az állomást az alábbi vasútvonalak érintik:
- Ferrovia Alifana

## Kapcsolódó állomások
A vasútállomáshoz az alábbi állomások vannak a legközelebb:
- Stazione di Alife (Stazione di Napoli Centrale, Ferrovia Alifana)